# Batrachedra
Batrachedra är ett släkte av fjärilar som beskrevs av Herrich-Schäffer 1853. Batrachedra ingår i familjen smalvingemalar, Batrachedridae som endast innehåller detta släkte.

## Bildgalleri

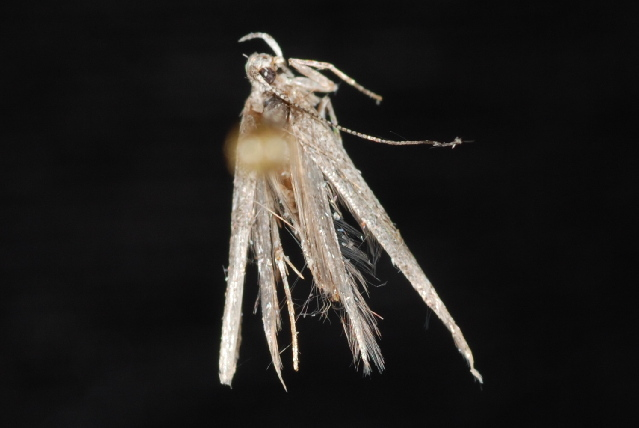
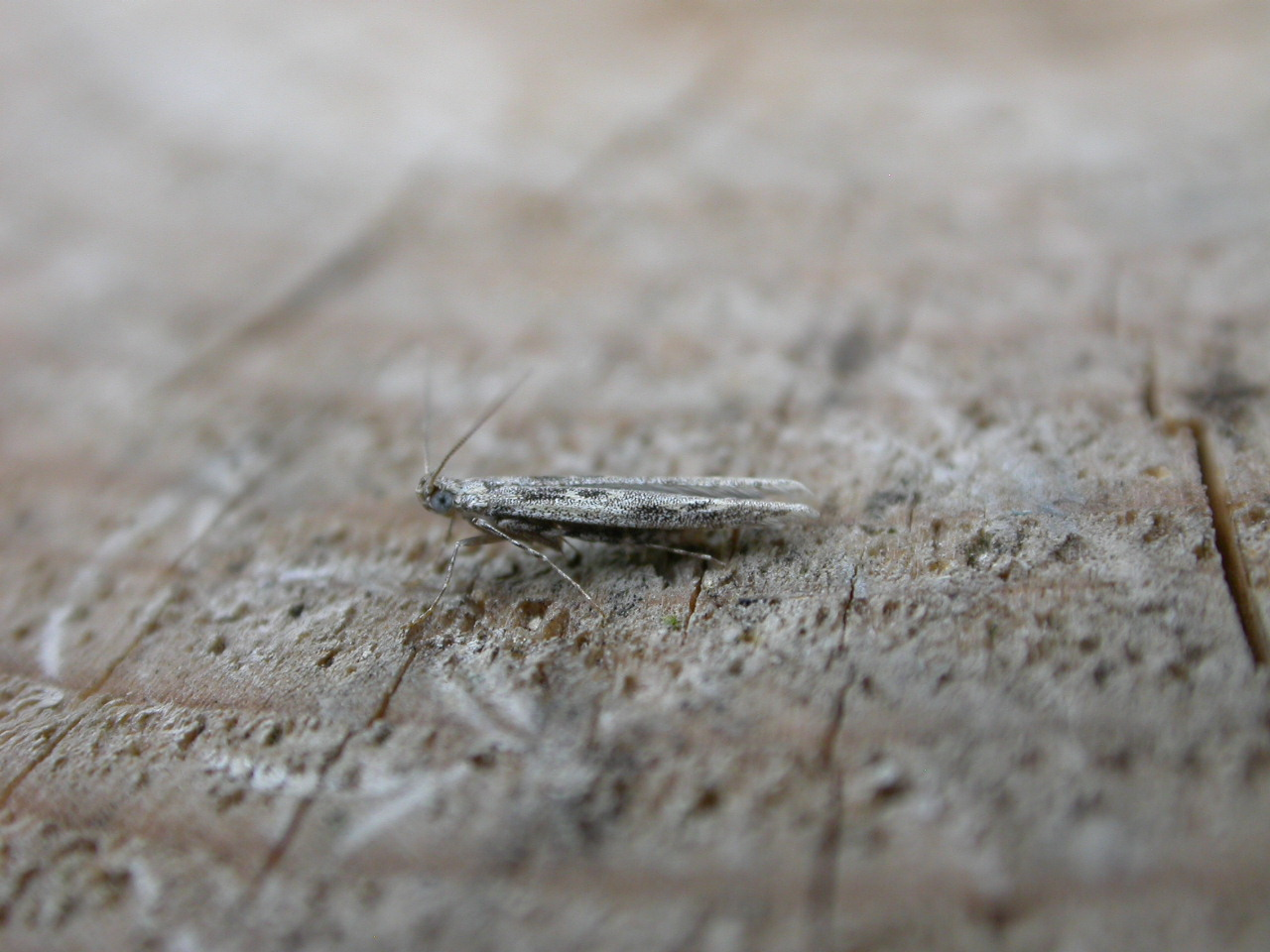
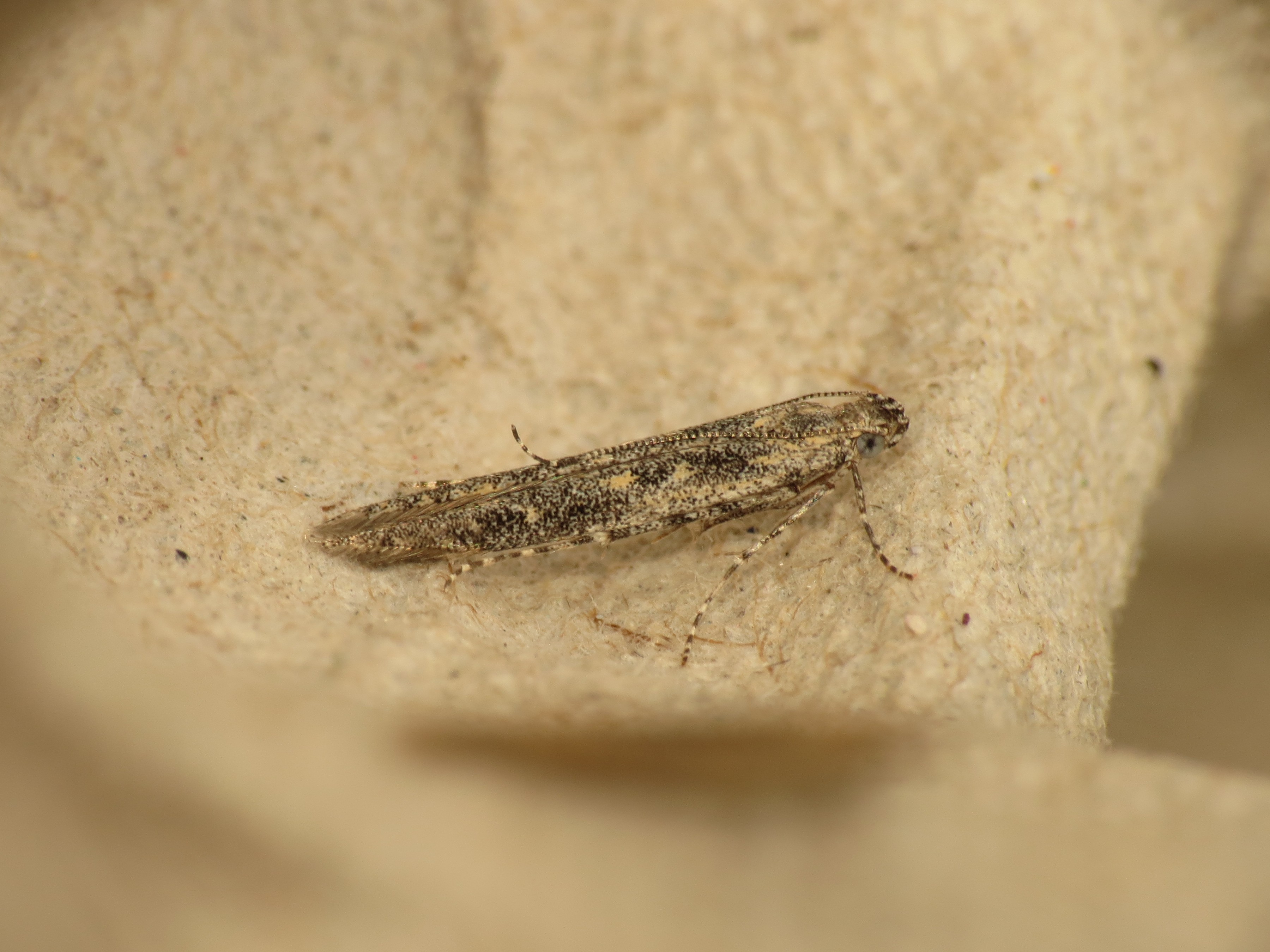
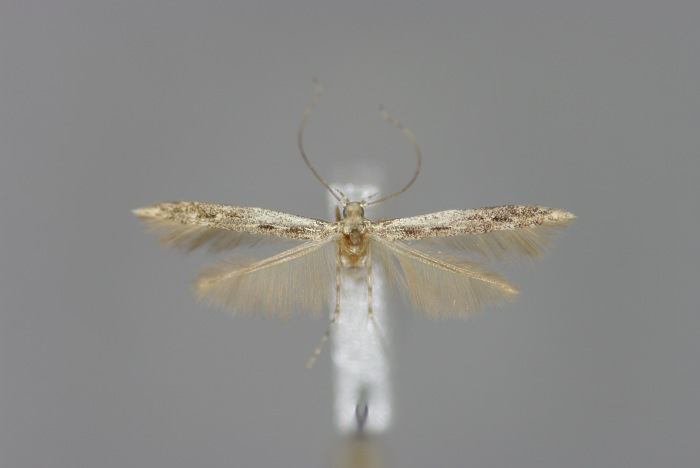
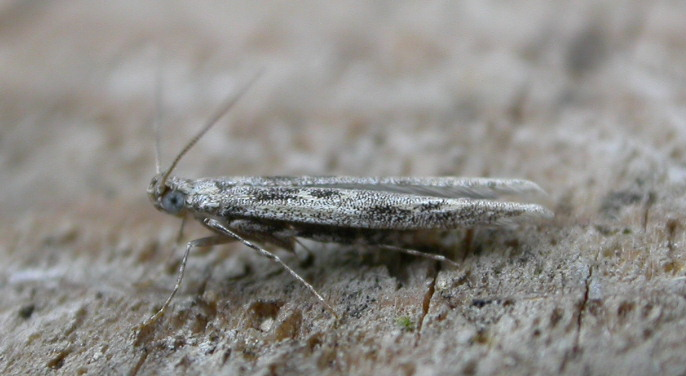

## Dottertaxa tillBatrachedra, i alfabetisk ordning[1][2]
- Batrachedra acrodeta
- Batrachedra agaura
- Batrachedra albanica
- Batrachedra albicapitella
- Batrachedra albistrigella
- Batrachedra amydraula
- Batrachedra angusta
- Batrachedra aphypnota
- Batrachedra arenosella
- Batrachedra astathma
- Batrachedra astricta
- Batrachedra atomosella
- Batrachedra atriloqua
- Batrachedra bedelliella
- Batrachedra bermudensis
- Batrachedra busiris
- Batrachedra calator
- Batrachedra capnospila
- Batrachedra clemensella
- Batrachedra comosae
- Batrachedra concitata
- Batrachedra concors
- Batrachedra conspersa
- Batrachedra copia
- Batrachedra crypsineura
- Batrachedra cuniculata
- Batrachedra curvilineella
- Batrachedra daduchus
- Batrachedra decoctor
- Batrachedra diplosema
- Batrachedra ditrota
- Batrachedra dolichoscia
- Batrachedra elucus
- Batrachedra enormis
- Batrachedra ephelus
- Batrachedra epimyxa
- Batrachedra epixantha
- Batrachedra epombra
- Batrachedra eremochtha
- Batrachedra eucola
- Batrachedra eurema
- Batrachedra eustola
- Batrachedra filicicola
- Batrachedra folia
- Batrachedra garritor
- Batrachedra granosa
- Batrachedra hageter
- Batrachedra halans
- Batrachedra helarcha
- Batrachedra heliota
- Batrachedra holochlora
- Batrachedra hologramma
- Batrachedra hypachroa
- Batrachedra hypoleuca
- Batrachedra hypoxutha
- Batrachedra illusor
- Batrachedra isochtha
- Batrachedra kabulella
- Batrachedra knabi
- Batrachedra leucophyta
- Batrachedra libator
- Batrachedra linaria
- Batrachedra liopis
- Batrachedra litterata
- Batrachedra lomentella
- Batrachedra lygropis
- Batrachedra macroloncha
- Batrachedra mathesoni
- Batrachedra meator
- Batrachedra megalodoxa
- Batrachedra metaxias
- Batrachedra microbias
- Batrachedra microdryas
- Batrachedra microstigma
- Batrachedra microtoma
- Batrachedra mictopsamma
- Batrachedra monophthalma
- Batrachedra mylephata
- Batrachedra myrmecophila
- Batrachedra notocapna
- Batrachedra nuciferae
- Batrachedra ochricomella
- Batrachedra oemias
- Batrachedra orinarcha
- Batrachedra pacabilis
- Batrachedra pachybela
- Batrachedra paritor
- Batrachedra parvulipunctella
- Batrachedra pastor
- Batrachedra peltias
- Batrachedra phaneropa
- Batrachedra phorcydia
- Batrachedra phragmitidella
- Batrachedra pinicolella
- Batrachedra plagiocentra
- Batrachedra praeangusta
- Batrachedra praeangustella
- Batrachedra promylaea
- Batrachedra psilopa
- Batrachedra psithyra
- Batrachedra pulvella
- Batrachedra repertor
- Batrachedra rhysodes
- Batrachedra rixator
- Batrachedra ruficiliata
- Batrachedra sacrata
- Batrachedra salicipomenella
- Batrachedra salina
- Batrachedra satirica
- Batrachedra saurota
- Batrachedra scapulata
- Batrachedra scitator
- Batrachedra siliginea
- Batrachedra silvatica
- Batrachedra sophroniella
- Batrachedra stegodyphobius
- Batrachedra stenosema
- Batrachedra sterilis
- Batrachedra striolata
- Batrachedra subglauca
- Batrachedra substrata
- Batrachedra supercincta
- Batrachedra tarsimaculata
- Batrachedra testor
- Batrachedra theca
- Batrachedra trimeris
- Batrachedra tristicta
- Batrachedra turdipennella
- Batrachedra unifasciella
- Batrachedra velox
- Batrachedra verax
- Batrachedra volucris
- Batrachedra xanthocrena
- Batrachedra zenochra